# Гаплоидные клетки
Гаплоидные клетки — живые клетки, в отличие от диплоидных клеток содержащие одинарный набор хромосом. Каждая хромосома представлена в таких клетках единственной копией, а каждый ген — одним аллелем. Из-за этого у гаплоидных организмов проявляются все вновь возникшие мутации (нет явления доминантности и рецессивности). Частным случаем гаплоидных клеток являются гаметы.